# Три-Систерс (Альберта)
Три-Си́стерс (англ. Three Sisters — Три Сестры) — три горные вершины (2936 м, 2769 м, 2694 м), расположенные недалеко от города Канмор в провинции Альберта, Канада. Известны по отдельности как Старшая, Средняя и Младшая сёстры.
Играют важную роль для туризма и пеших походов в районе города Канмор. Это самые узнаваемые горы во всей долине Боу.

## История
В 1883 году Альберт Роджерс, племянник майора Альберта Боуман Роджерса, был первым поселенцем, назвавшим горы.
Первоначально вершины назывались «Три монахини», позже были переименованы в «Три сестры».
Другая история гласит, что первый суперинтендант национального парка Банф Джордж Стюарт назвал их в честь трёх своих дочерей: Фрэнсис, Олив и Грейс.
В фильме выпуска 2005 года «Горбатая гора», снятом по одноименной книге авторством Энни Пру, вершины Три-Систерс фигурировали как основной центр сюжета.

## Вершины
| Вершина                  | метры | Первое восхождение |
| ------------------------ | ----- | ------------------ |
| Старшая сестра (Faith)   | 2936  | 1887 год           |
| Средняя сестра (Charity) | 2769  | 1920 год           |
| Младшая сестра (Hope)    | 2694  | 1925 год           |

Подъём на Старшую сестру — умеренный на юго-западных склонах, на Среднюю сестру — лёгкий от Стюарт-Крик, а на Младшую сестру более сложный, требует оборудования и навыков скалолазания. Траверс «Три сестры» — малоизвестное и опасное восхождение, которое совершают достаточно редко. 

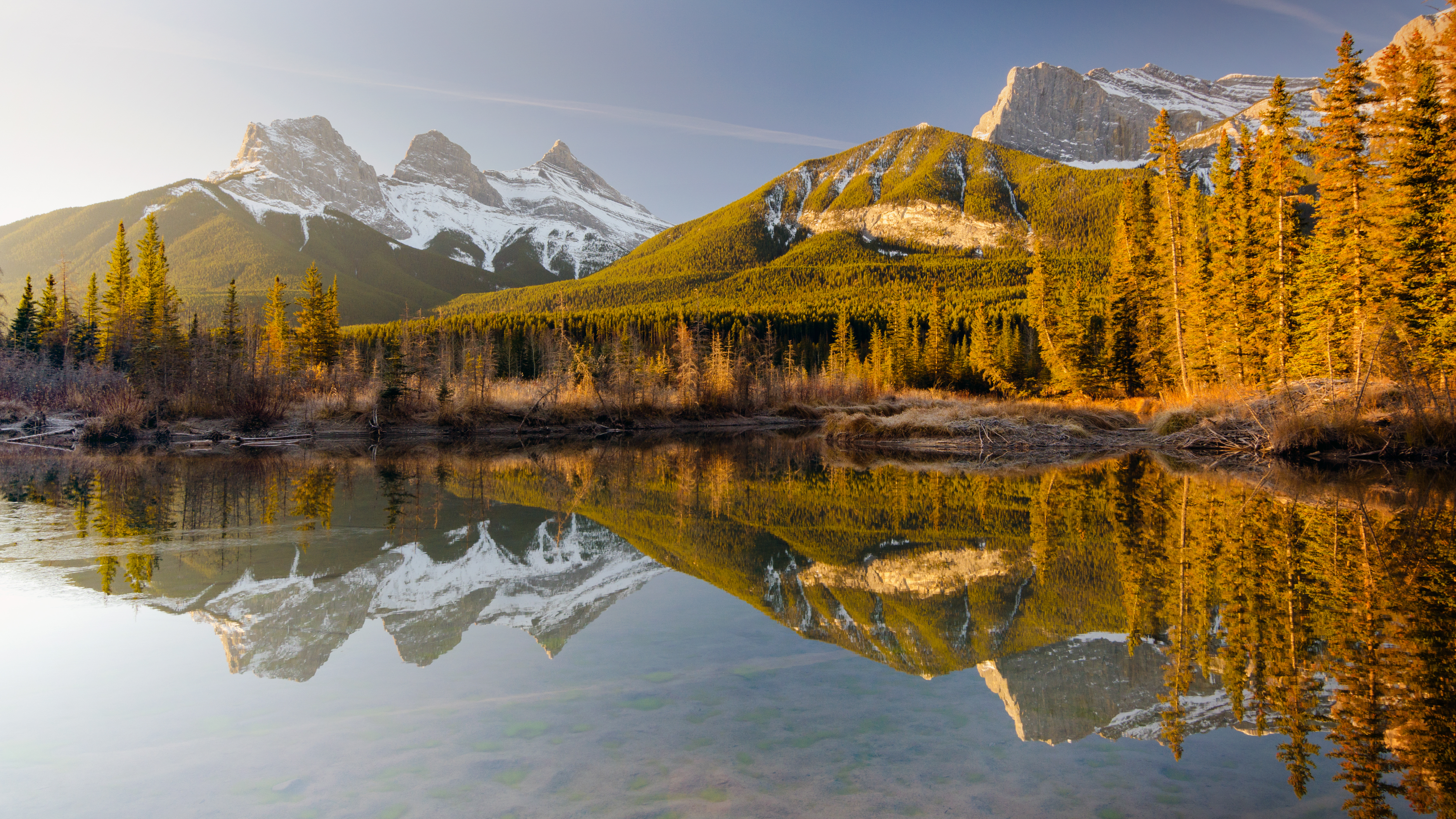
Три сестры после восхода солнца, отражённые в реке Боу

## Дикая природа
Здесь обитают несколько видов диких животных, среди них медведи гризли, росомахи, рыси, волки, пумы, лоси  и снежные бараны. Под угрозой исчезновения считаются медведь гризли, рысь и росомаха.